# Ione brevicauda
Ione brevicauda är en kräftdjursart som beskrevs av Bonnier 1900. Ione brevicauda ingår i släktet Ione och familjen Bopyridae. Inga underarter finns listade i Catalogue of Life.